# جيروم بلانت
جيروم بلانت هو سياسي أمريكي، ولد في 8 يناير 1935. نشط حزبياً في Maine Democratic Party ‏.